# 70/80
«70/80»  — студійний альбом українського гурту «Кам'яний Гість», який було видано 6 березня 2015 року.

## Про альбом
«70/80» — альбом гурту «Кам'яний Гість», у якому пісні світових рок-легенд 70-х та 80-х років виконуються українською мовою. Окрім близьких за змістом перекладів, він наповнений зовсім новими аранжуваннями, у яких драйв класичного звучання поєднаний із природною мелодійністю української мови, що надає свіжого подиху відомим пісням. Цей проект — своєрідна подяка класиці.

На платівці — українські версії пісень легендарних «The Beatles», «The Doors», «Queen», «Genesis», «Slade», «Pink Floyd», Гері Мура, Девіда Бові, «Creedence Clearwater Revival». Композиціям вже понад тридцять років, а вони є актуальними тут і зараз — неначе автори писали про сьогодення нашої країни.

Більшість перекладів пісень є власним доробком гурту «Кам'яний Гість». Альбом унікальний ще й тим, що окрім близьких за змістом перекладів, він наповнений цілком новими аранжуваннями, у яких драйв класичного звучання поєднаний із мелодійністю української мови наповнює відомі пісні свіжим подихом.

Альбом є некомерційним. Його створення підтримали та профінансували доброчинці з різних куточків України, об’єднавшись у коло прихильників цього проекту за допомогою відомої краудфандингової платформи «Спільнокошт [Архівовано 30 квітня 2022 у Wayback Machine.]».

Альбому "70/80" не знайти в жодній музичній крамниці, але його можна отримати в подарунок на концертах гурту «Кам'яний Гість» та безкоштовно завантажити з офіційного сайту проекту 7080.kg.org.ua [Архівовано 1 квітня 2022 у Wayback Machine.].

Низький уклін: Джону Леннону та гурту «The Beatles», Джиму Моррісону, Рею Манзареку та гурту «The Doors», Майку Резерфорду, Філу Колінзу та гурту «Genesis», Девіду Ґілмору, Роджеру Уотерсу та гурту «Pink Floyd», Фредді Мерк’юрі, Браяну Мею та гурту «Queen», Нодді Голдеру, Джиму Лі та гурту «Slade», Джону Фогерті та гурту «Creedence Clearwater Revival», Девіду Бові, Гері Муру та всім рок-героям тих часів. 

Спеціальні подяки: всій команді BIGGGGIDEA, Андрію Куликову, Армену Григоряну, Андрію Лелюху, Тарасу Болгаку, Андрію Ободу, Олександру Стратійчуку, Руслану Абсурдову, Марії Ніколаєвій, Олександру Хоменку, Вікторії Цимбал, Людмилі Дьоміній, Дмитру Ремішу, Євгену Медведєву, Артему Бойко

6 березня 2015 року відбулася презентація альбому. Концерт відбувся у форматі благодійного заходу. Було зібрано майже 15 тисяч гривень. Всі кошти були передані пораненим військовим, що проходять курс лікування та реабілітації у Центральному військовому госпіталі.

## Композиції
1. Тікаймо через джунглі (Run Through the Jungle — Creedence Clearwater Revival)
2. Вершники грози (Riders on the Storm — The Doors)
3. Той, хто Світ продав (The Man Who Sold the World — Девід Бові)
4. Світ зник, Світ зник (Queen — All Dead, All Dead)
5. Бо кохаю (Coz I Luv U — Slade)
6. Збентежений край (Land of Confusion — Genesis)
7. За пагорбами, вдалині (Over the Hills and Far Away — Гері Мур)
8. Час (Time — Pink Floyd)
9. Заходився у війні (Кам'яний Гість)
10. Йдемо разом (Come Together — The Beatles)

## Музиканти гурту та учасники запису
- Юрій Верес – переклади (крім 5), вокал, акустична гітара, губна гармоніка (1), слова і музика (9), дизайн диску;
- Віктор Чернецький – гітара, акустична гітара (7);
- Сергій Спатарь – ударні;
- Дмитро Бакрив – бас-гітара, бек-вокал (1);
- Сергій Робулець – флейта;
- Андрій Куликов – переклад (5);
- Анатолій Стегній – бек-вокал (7);
- Тарас Олійник – перкусія (7);
- Андрон Довготелесий – викрики, тупіт, спецефекти (5);
- Тарас Болгак – зведення;
- Андрій Обод – мастеринг.

Аранжування – «Кам'яний Гість».

## Імена доброчинців (як вони підписалися), що підтримали альбом
Тарас Олійник, Олександр Шапалов, Євген Вершинін, Ірина Славінська, Капустін Олександр, Olga Olexandra, Євген Балабан, Nadia Berezyuk, Віктор, Кравченко Владимир, Микита Нікіфоров, Дмитро Карасьов, Тетяна Цибульник, Олексій Осадчий, Микола Крулів, Макс Круглов, Nick, Ігор Корсун, Татьяна Степанова, Alexey Dyomin, Тетяна Дзюба, Олександр Гуменюк, Вадим Берест, Ольга, Ольга Віллард, Андрон Довготелесий, Morgan Yopt, Андрусяк Тарас, Глеб Зинченко,Світлана Ткаченко, Андрій Бойко, Dmytro Popovych, Юрій Сенько, Дмитро Грушевський, Anatoliy Stegniy, Yuriy C, Igor Shubovych, Костянтин Алимов, Den Bortnikov-Kurganovski, Andrew Kobylin, Друзі КГ, Maxim Mamontov, Roman Sokhan, Andrew Longbody, Yuriy Senko, Елена Димитрова, Владимир Линский, Andrew Kovsher, Ilya Gromislav, Олексій Дорошенко, Роман Ведмидский, Dmytro Omelianiuk, Дмитро Гирич.

## Автори композицій
- Джон Леннон та гурт «The Beatles» ("Come Together")
- Джим Моррісон, Рей Манзарек та гурт «The Doors» ("Riders on the Storm")
- Майк Резерфорд, Філ Колінз та гурт «Genesis» ("Land of Confusion")
- Девід Ґілмор, Роджер Уотерс та гурт «Pink Floyd» ("Time")
- Браян Мей та гурт «Queen» ("All Dead, All Dead")
- Нодді Голдер, Джим Лі та гурту «Slade» ("Coz I Luv U")
- Джон Фогерті та гурт «Creedence Clearwater Revival» ("Run Through the Jungle")
- Девід Бові ("The Man Who Sold the World")
- Гері Мур ("Over the Hills and Far Away")
- Юрій Верес та гурт "Кам'яний Гість" ("Заходився у війні")